# Ernst Plagemann
Ernst Albert Ludwig Plagemann (* 10. September 1882 in Danzig; † 13. April 1953 in Berlin) war ein deutscher Unternehmer und Manager des Stahlhandels.

## Leben
Nach dem Abitur 1901 am Königlichen Gymnasium in Danzig studierte Ernst Plagemann an den Universitäten Heidelberg, Berlin und Königsberg Rechtswissenschaften. 1901 wurde er Mitglied des Corps Rhenania Heidelberg. 1904 legte er das Referendarexamen ab. 1906 wurde er zum Dr. jur. promoviert. Von 1906 bis 1907 hielt er sich zu Studienzwecken in England auf. Nachdem er 1910 das Assessorexamen abgelegt hatte, ging er für ein halbes Jahr zu Studienzwecken nach Paris. 1911 ließ er sich als Rechtsanwalt in Potsdam nieder. 1912, nach dem Tod seines Bruders, übernahm er als Miteigentümer die Leitung der Danziger Eisen-Handelsgesellschaft mbH, in die 1903 das Unternehmen seines Vaters Franz Plagemann, die Eisengroßhandelsfirma F. Plagemann, aufgegangen war. 1921 wurde er weiterhin Generaldirektor der neu gegründeten Polnisch-Danziger Eisenkonzern AG in Danzig. Zudem wurde er Vorstandsvorsitzender der Deutscher Eisenhandel AG in Berlin.
Plagemann war von 1915 bis 1921 Königlicher Spanischer Konsul in Danzig. 1920 wurde er zum Mitglied der Handelskammer Danzig gewählt. Von 1922 bis 1929 war er deren stellvertretender Präsident und 1929 deren Präsident.
Anfang 1928 ernannte Miklós Horthy in seiner Funktion als ungarischer Reichsverweser Ernst Plagemann zum königlich-ungarischen Honorarkonsul in Danzig.
1929 war Plagemann Vorsitzender des Finanzrats der Freien Stadt Danzig. Im gleichen Jahr wurde er Aufsichtsratsvorsitzender der Bank von Danzig und Verwaltungsratsmitglied der Danziger Privat-Actien-Bank.

## Auszeichnungen
- Ernennung zum Ehrenpräsidenten der Handelskammer Danzig, Ende 1929